# قفسه‌بندی انبار

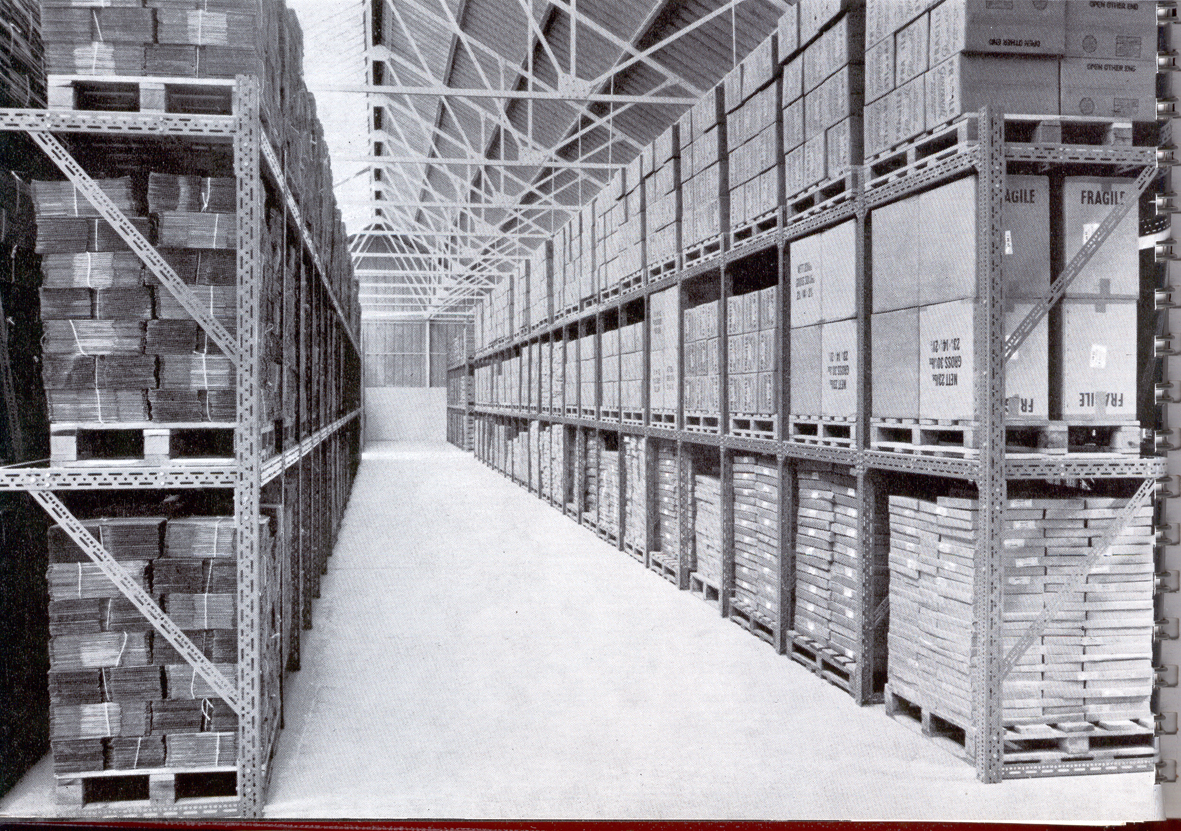
قفسه پالت

قفسه‌بندی انبار یا پالت راک (به انگلیسی: Pallet racking) به سازه‌های بسیار مقاوم فلزی گفته می‌شود که برای چیدمان و نگهداری کالا و اقلام مختلف در محیط‌های بزرگ صنعتی یا خانگی به صورت چند طبقه مورد استفاده قرار می‌گیرند. انبارگردانی آسان، جلوگیری از ریزش کالاها و ایجاد خسارت‌های مادی و جانی، استفاده بهینه از فضای انبار و کاهش هزینه‌های اقتصادی و زمانی و افزایش راندمان و بازدهی انبارداری از مهم‌ترین دلایل برای استفاده از سیستم‌های قفسه‌بندی انبار می‌باشد.

## انواع قفسه‌بندی انبار
سیستم‌های قفسه‌بندی انبار بر اساس ساختار کلی سازه و نحوه قرارگیری آنها بر روی سطح زمین به دو گروه کلی قفسه‌بندی ثابت و قفسه‌بندی متحرک تقسیم بندی می‌شوند.

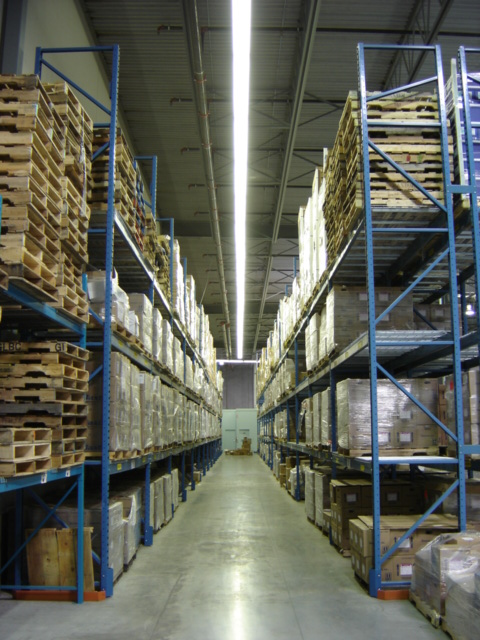
قفسه انتخابی پالت

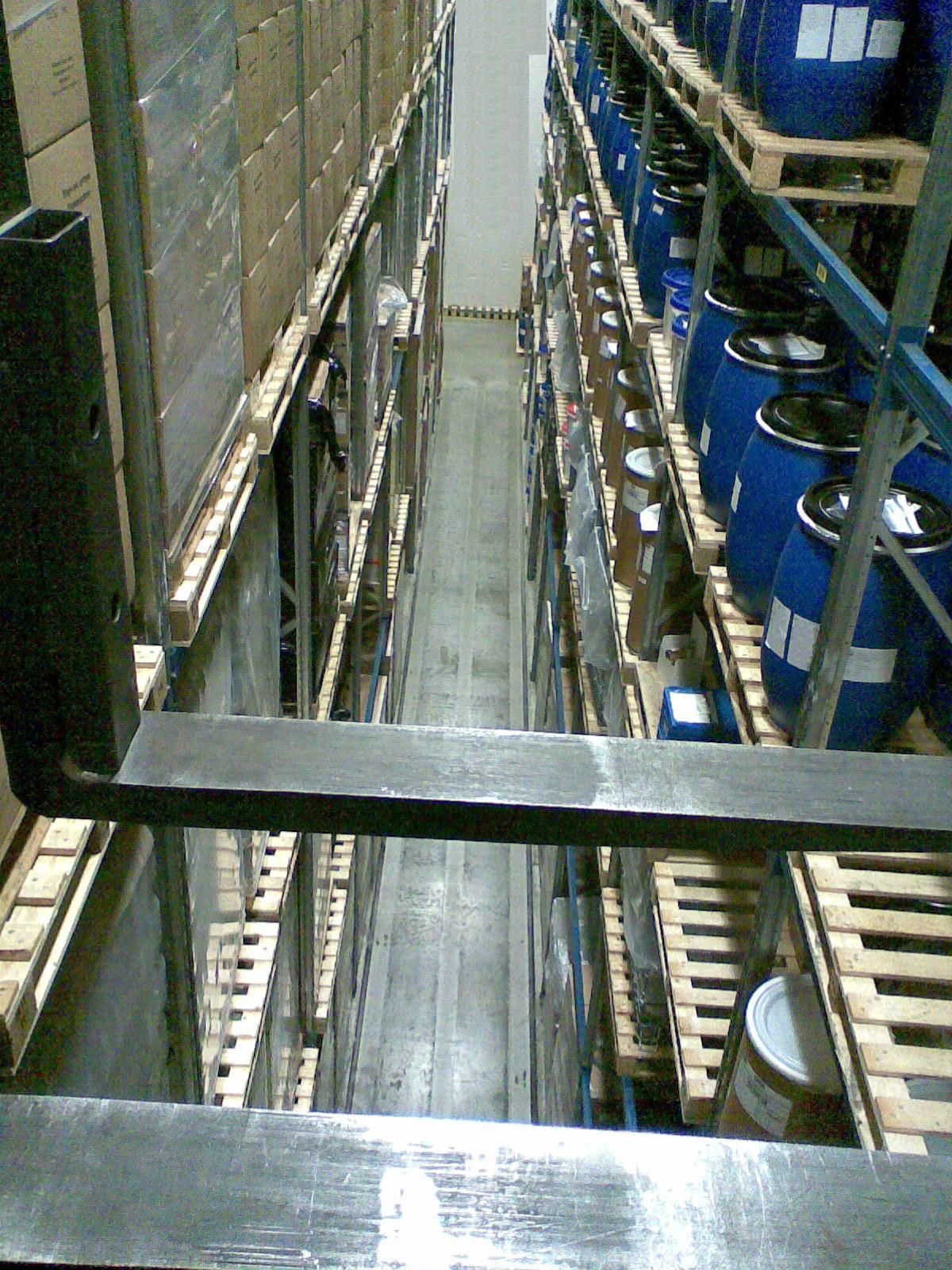
قفسه پالت «راهرو بسیار باریک». تصویر گرفته شده از بالای لیفتراک

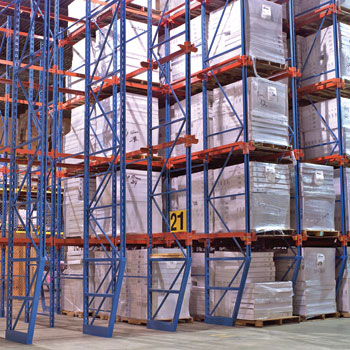
سیستم رک پالت درایو

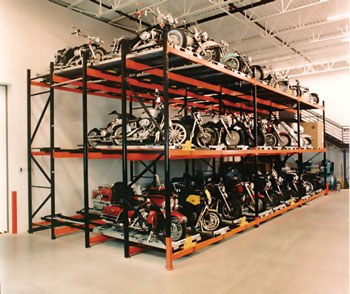
سیستم انتقال فشار به عقب - طراحی شده برای ذخیره پالت موتورسیکلت

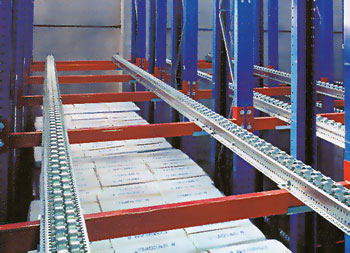
خط انتقال پالت که غلطک‌ها را نشان می‌دهد

### قفسه‌بندی ثابت
قفسه‌بندی ثابت انبار به گروهی از قفسه‌ها گفته می‌شود که سازه با اتصالات بسیار مقاوم بر روی زمین ثابت شده و امکان جا به جایی آنها وجود ندارد. این گروه از قفسه‌ها برای محیط‌های بزرگ و صنعتی مانند سردخانه‌های صنعتی، انبارهای نگهداری قطعات یدکی و فروشگاه‌های بزرگ مورد استفاده قرار می‌گیرند. قفسه‌های ثابت اغلب دارای بدنه فلزی هستند و بر اساس ساختار و شکل کلی سازه و قطعات به کار رفته در آنها در گروه‌های مختلفی تقسیم بندی می‌شود که برخی از آنها عبارتند از:

#### قفسه‌بندی پالت راک
قفسه پالت راک از رایج‌ترین انواع قفسه‌های فلزی و ثابت می‌باشد که برای نگهداری اقلام و کالاهای بزرگ و سنگین مورد استفاده قرار می‌گیرد. این قفسه‌بندی از قاب فلزی، ستون، پالت پروفیل، پالت بشکه، پالت قرقره، رابط، مهاربندهای ستونی، ضربدری و افقی و قفل بازو و واسط افزایش ارتفاع ستون راک تشکیل شده‌است. قفسه‌بندی پالت راک با توجه به وزن محصولات، فضای سالن، نوع لیفتراک و تعداد کالاها به صورت ردیف‌های یک پالت، دو و سه پالت در کنار هم قرار می‌گیرند. ارتفاع، اندازه و دهانه و عمق پالت‌ها با توجه به شرایط سالن و نوع محصولات متغیر می‌باشند. مهم‌ترین کاربردهای قفسه‌بندی پالت راک عبارتند از:
- نگهداری از قطعات یدکی در انبارهای بزرگ صنعتی
- نگهداری از میوه و سبزیجات و مواد غذایی در سردخانه‌های صنعتی و نیمه صنعتی
- کارگاه‌های تولیدی و کارخانجات بزرگ
- انبار نگهداری از اقلام هایپرمارکت‌ها و فروشگاه‌های بزرگ

#### قفسه‌بندی پانل راک یا قفسه‌بندی بالکی راک
قفسه‌بندی راک کفپوش دار سنگین یا قفسه‌بندی پانل راک shelving Rock panels در گروه قفسه‌های فلزی و ثابت انبار می‌باشد و برای نگهداری از اقلام سنگین کاربرد دارد. به منظور چیدمان آسان و جا به جایی راحت کالاها توسط اپراتور انسانی، پله‌های فلزی بین طبقات این قفسه‌ها قرار گرفته‌اند. از مهم‌ترین ویژگی‌های قفسه‌بندی بالکی راک، کفپوش سنگین آن می‌باشد که بدون پبچ و مهره بر روی بازو قرار می‌گیرد. مهم‌ترین اجزای قفسه‌های پانل راک عبارتند از: قاب فلزی، کفپوش و بازوهای رولفرم با کلیپ سه ناخنه، چهار ناخنه و بازوی قوطی استاندارد با کلیپ سه ناخنه.
ویژگی‌های قفسه‌بندی کفپوش دار سنگین یا بالکی راک Bulk Storage Racking عبارتند از:
- امکان نصب پله بین طبقات برای تردد آسان نیروی انسانی و جا به جایی کالا و محصولات
- امکان چیدمان محصولات توسط اپراتور انسانی و چرخ دستی یا کانوایر
- تعیین اندازه دهانه و عمق پانل‌ها با توجه به وزن محصولات و تحمل بار
- امکان نصب قفسه‌ها بر روی هم تا بیش از ۵ طبقه و متناسب با ارتفاع سالن
- قرار گرفتن کفپوش‌های مخصوص بر روی بازوهای هر قاب و فراهم شدن شرایط مناسب برای گذاشتن محصولات در هر قفسه
- مکان اتصال قفسه‌ها با پیچ و مهره به قاب و بازوها و ایجاد بدنه محکم و مقاوم در برابر ضربه و افزایش وزن محصولات در هر طبقه
- امکان طراحی و اجرای طبقات با توجه به نوع محصولات، فضای داخلی سالن
- امکان کاهش یا افزایش آسان فاصله بین طبقات بر حسب شرایط

#### قفسه‌بندی خود راهرو
قفسه‌بندی خود راهرو shelving hallway که به قفسه‌های درایوین Drive In racking شهرت دارند، از قفسه‌های ثابت و فلزی می‌باشند که در آن راهروهای اضافه بین ردیف‌ها حذف می‌گردد. حذف راهروهای موجود بین هر ردیف منجر به افزایش ظرفیت انبار شده و فضای بیشتری برای چیدمان کالاها و اقلام در انبار کارخانجات بزرگ صنعتی فراهم می‌گردد. با توجه به حذف راهرو بین ردیف‌ها، برای چیدمان محصولات در هر ردیف از لیفتراک استفاده می‌شود. علاوه بر قاب فلزی بسیار مقاوم و ستون متصل شده بر روی زمین، در قفسه‌های خود راهرو از مهاربندهای متعددی استفاده می‌شود از قبیل:
- بازوی خاص و پیچ و مهره ای سقف به همراه اتصالات مهاربندها
- مهاربند ضربدری و پیچ و مهره ای در سقف
- بازوی خاص و پیچ و مهره ای در پشت
- رابط بین قاب با استفاده از ریل
- کفی ستون دو تکه و خاص
- رول بولت مخصوص متناسب با ارتفاع سیستم

#### قفسه‌بندی راهرو باریک
قفسه‌بندی راهرو باریک یا Narrow Aisle نوع خاصی از قفسه‌های پالت راک می‌باشد که فاصله بین راهروها و ردیف‌های هر قفسه تا حد امکان کم در نظر گرفته می‌شود. با توجه به عرض کم راهرو بین هر ردیف از قفسه‌ها، چیدمان کالاها توسط تجهیزاتی از قبیل ریچتراک و VNA و لیفتراک انجام می‌شود. محافظ قاب، ستون قفسه و بازوی رولفرم با کلیپ سه ناخنه، بازوی رولفرم با کلیپ چهار ناخنه و بازوی قوطی استاندارد با کلیپ سه ناخنه از جمله اجزای این سیستم قفسه‌بندی انبار می‌باشد. مهم‌ترین کاربردهای قفسه‌های راهرو باریک عبارتند از:
- چیدمان بشکه و کویل
- انبار لوازم خانگی با وزن‌های سنگین
- چیدمان ابزار آلات و قطعات یدکی
- انبار کارگاه‌های بزرگ صنعتی و نیمه صنعتی
- انبار مواد اولیه کارخانجات

#### قفسه‌بندی مشبک
قفسه‌بندی مشبک یا پیچ و مهره ای bolt and nut shelving زا رایج‌ترین انواع قفسه انبار به‌شمار می‌رود که در انبارهای بزرگ و صنعتی و همچنین انبار منزل و کتابخانه‌ها کاربرد گسترده‌ای دارد. این قفسه‌ها از بدنه فلزی ساخته شده‌اند و طبقات مختلف آن به کمک پیچ و مهره به هم متصل می‌شوند؛ لذا می‌توان ارتفاع هر طبقه را متناسب با اندازه و ابعاد کالا تنظیم نمود.

#### قفسه‌بندی مزین
قفسه‌بندی نیم طبقه یا مزنین Mezzanine Floor به سیستم‌های قفسه‌بندی گفته می‌شود که به منظور تلفیق بخش اداری و انبار با هزینه کم در فضایی کوچک مورد استفاده قرار می‌گیرند. علاوه براین، از این گروه سیستم‌های قفسه‌بندی می‌توان به عنوان قفسه‌بندی پیش ساخته در سردخانه‌ها استفاده نمود و تا ۲۰۰۰ کیلوگرم بار را بر روی آنها نگهداری کرد. ارتفاع طبقات قفسه‌بندی مزنین ۲۴۴ تا ۳۰۰ سانتی‌متر متغیر بوده و تا سه طبقه قابل پیاده‌سازی می‌باشند. ستون فلزی بسیار مقاوم، تیر و کفپوش از جمله اجزای این قفسه‌ها می‌باشند.

#### قفسه‌بندی بازویی
قفسه‌بندی بازویی یا کانتی لور به دو گروه سبک و سنگین تقسیم بندی می‌شوند که در هر دو نوع، ستون‌های جلویی قفسه حذف شده و شرایط را برای چیدمان و کالاهای رشته‌ای مانند فرش، موکت و پروفیل و لوله فراهم می‌کند. فاصله بین بازوها و میزان مقاومت آنها با توجه به وزن و نوع محصولات تعیین شده و ارتفاع استاندارد آنها بین یک تا ۶ متر می‌باشد. قفسه‌بندی کانتی لور Cantilever shclving را می‌توان در دو نوع یک طرفه و دو طرفه استفاده نمود که در نوع یکطرفه محصولات از یک طرف امکان جا به جایی داشته و در نوع دو طرفه از هر دو جهت این امکان وجود دارد. علاوه بر ستون اصلی، مهاربندها و بازوها، استندهایی در کف ستون قرار می‌گیرند که توسط بیس پلیت و رول بولت هیلتی به زمین متصل می‌شوند.

### قفسه‌بندی متحرک
قفسه‌بندی متحرک Mobile Racking System به گروه دیگری از قفسه‌های انبار گفته می‌شود که ردیف‌های آن متحرک بوده و تنها به اندازه یک راهرو فضا برای جا به جایی هر ردیف در نظر گرفته می‌شود. در این نوع قفسه‌بندی تمام ردیف‌ها بر روی یک شاسی متحرک نصب شده و هیچ راهرویی بین آن‌ها وجود ندارد. در مواقع لزوم فرمان و دنده زنجیر متصل به شاسی متحرک منجر به حرکت ردیف‌ها و ایجاد راهرو بین آنها می‌گردد. از مهم‌ترین کاربردهای قفسه‌بندی متحرک می‌توان به قفسه‌بندی بایگانی ادارات و سازمان‌ها و انبار نگهداری از ابزار آلات و قطعات یدکی سبک اشاره نمود. قفسه‌بندی متحرک بر اساس نحوه ارتباط و جا به جایی ردیف‌ها در چهار گروه زیر قابل تقسیم بندی هستند:
- قفسه‌بندی خود جریان
- قفسه‌بندی خود برگشت
- قفسه‌بندی بایگانی متحرک
- قفسه‌بندی خود تغذیه

## اصول کد گذاری قفسه انبار
به منظور برقراری نظم در انبارهای بزرگ و آسان‌تر شدن انبارگردانی و آمارگیری دوره ای و همچنین کاهش هزینه‌های انبارداری، هر یک از قفسه‌های انبار با کدهایی دارای هویت شده و در سیستم‌های انبارداری ثبت می‌گردند. کد گذاری یا شماره گذاری قفسه‌های انبار با اعداد ترتیبی، حروف الفبا و ترکیب اعداد و حروف صورت می‌گیرد. به منظور کد گذاری بهینه و صحیح، لازم است ابتدا سالن‌های انبار با توجه به نوع کالاها و ظرفیت قفسه‌های موجود در آن تقسیم شوند. سپس به ترتیب هر ردیف از قفسه‌ها و در نهایت طبقات آن نیز بر اساس ویژگی‌های مختلف از قبیل نوع کالاهای موجود در هر یک گروه بندی شده و در نهایت کد با معنایی برای آن تعریف گردد.
علاوه بر کدگذاری قفسه ها، در سیستم های انبارداری به دلیل دسترسی بهتر و ایجاد نظم در محیط از خط کشی کف انبار و کدگذاری آنها نیز استفاده میشود. خط کشی با نوار، رنگ و نورپردازی از جمله روش ها رایج در این زمینه به شمار می روند. برای انجام اینکار ابتدا بخش های مختلف انبار بلوکه بندی شده و پس از مشخص شدن مسیر ورود تا خروج کالا شماره گذاری ها انجام میشود. با انجام اینکار کارایی انبار تا حد زیادی افزایش پیدا نموده و دسترسی به کالاها آسان تر خواهد شد.

## اصول ایمنی قفسه‌بندی انبار
افزایش ایمنی در انبار از کارهای بسیار مهمی می‌باشد که عدم توجه به آن خسارت‌های مالی و جانی زیادی را به همراه دارد. از مهم‌ترین اصول در افزایش ایمنی قفسه‌بندی انبار می‌توان به موارد زیر اشاره نمود:
- انتخاب سیستم قفسه‌بندی متناسب با شرایط انبار و نوع و وزن کالاها
- انتخاب قفسه‌بندی کاملاً مقاوم در برابر ضربه و تماس با مواد خورنده
- رعایت استانداردها در فرایند نصب قفسه
- تعیین فاصله مناسب بین هر ردیف از قفسه‌ها
- عدم جوش دادن تجهیزات و قطعات جانبی بدون در نظر گرفتن استانداردها
- رعایت فاصله بین اولین طبقه از قفسه با زمین و دیوار